# Thomisus blandus
Thomisus blandus är en spindelart som beskrevs av Karsch 1880. Thomisus blandus ingår i släktet Thomisus och familjen krabbspindlar. Inga underarter finns listade i Catalogue of Life.